# Ogorčice koreninske pegavosti
Ogorčice koreninske pegavosti (znanstveno ime Pratylenchus) so rod nematodov iz družine Pratylenchidae, znane kot zajedavci na podzemnih delih rastlin (v kmetijstvu »ogorčice«). Opisanih je približno 70 vrst, vse od katerih so migratorni notranji zajedavci rastlin – to pomeni, da se prehranjujejo v notranjosti korenin, a nimajo stalnega mesta prehranjevanja kot ogorčice koreninskih šišk ali cistotvorne ogorčice, temveč izsesavajo posamezne celice na svoji poti in povzročajo nekrozo tkiva. Ta se navzven kaže kot temnejše lise (»pege«), po katerih je rod dobil tudi ime.
Prepoznamo jih po telesu črvaste oblike s sploščeno in močno otrdelo (sklerotizirano) glavo ter čokatim stiletom v ustih, s katerim prebadajo rastlinske celice. Dolžina ne presega 0,9 mm. Po teh značilnostih in še nekaterih podrobnostih v notranji zgradbi je možno ogorčice koreninske pegavosti razmeroma enostavno ločiti od drugih rodov, vrste pa so si med seboj zelo podobne in so problematične za določevanje. Številne so tudi slabo preučene.

## Življenjski krog in prehranjevanje
Samice izlegajo posamična jajčeca v koreninah ali okoliški prsti. Razmnožujejo se pretežno nespolno, s partenogenezo, in pri polovici vrst samcev sploh še niso odkrili. Samci in samice so si sicer podobni. Razvoj traja šest do osem tednov, odvisno od pogojev v okolju, pri tropskih vrstah tudi samo tri do štiri tedne.
Prehranjujejo se največkrat v koreninski skorji, v osrednji del žilja pa praviloma ne zaidejo. Skozi tkivo prodirajo s prebadanjem celic in izsesavanjem vsebine, občasno tudi migrirajo iz korenine in nazaj vanjo. Nekatere celice prebodejo samo kratek čas med potovanjem skozi sosednja tkiva, te običajno preživijo, občasno pa se ustavijo in izbrano celico povsem izsesajo. Žival po takem obroku nekaj časa miruje.

## Pomen
Ogorčice tega rodu so med najbolj razširjenimi in najbolj polifagimi ogorčicami, torej z največjim razponom gostiteljskih vrst. Nekaj vrst zaradi napadanja kulturnih rastlin obravnavamo kot pomembne škodljivce v poljedelstvu. Tako ima ogorčica vrste Pratylenchus penetrans več kot 350 znanih gostiteljev. Z vrtanjem po koreninah povzročajo nekroze, ki so pogosto vstopna točka drugih patogenov, ki povzročajo gnitje korenin. Nekatere napadajo tudi gomolje krompirja in drugih gomoljnic, kjer nastajajo lezije in bradavičasti izrastki. Uničevanje korenin se ob hujših napadih kaže v nefunkcionalnosti koreninja, kar povzroča zaostajanje rasti in razbarvanje nadzemnih delov, podobno kot pri pomanjkanju hranil v zemlji.
Pratylenchus penetrans je globalno eden najpomembnejših škodljivcev med ogorčicami, predvsem v pridelavi krompirja in žita. Med pomembnejšimi so še Pratylenchus neglectus na žitih, Pratylenchus coffeae na kavovcu, jamu, bananah in plantanah ter drugi.